# Burg Seebach

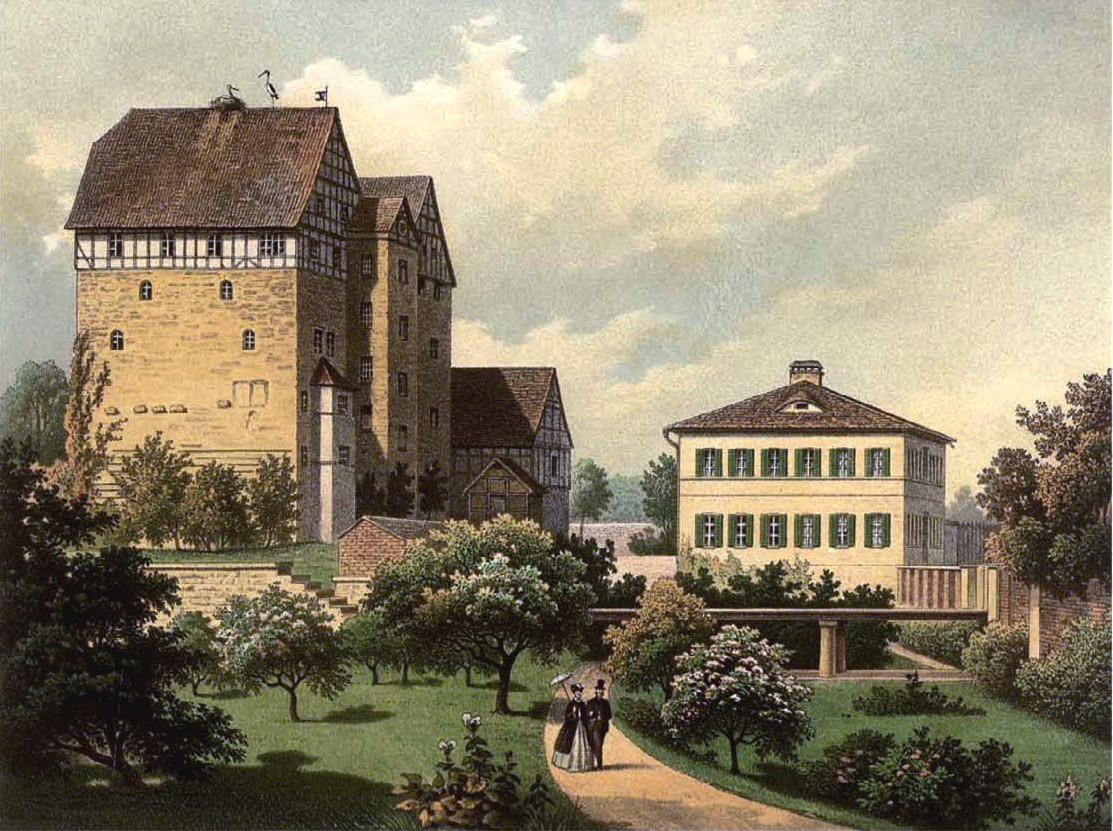
Schloss Seebach um 1860, Sammlung Alexander Duncker

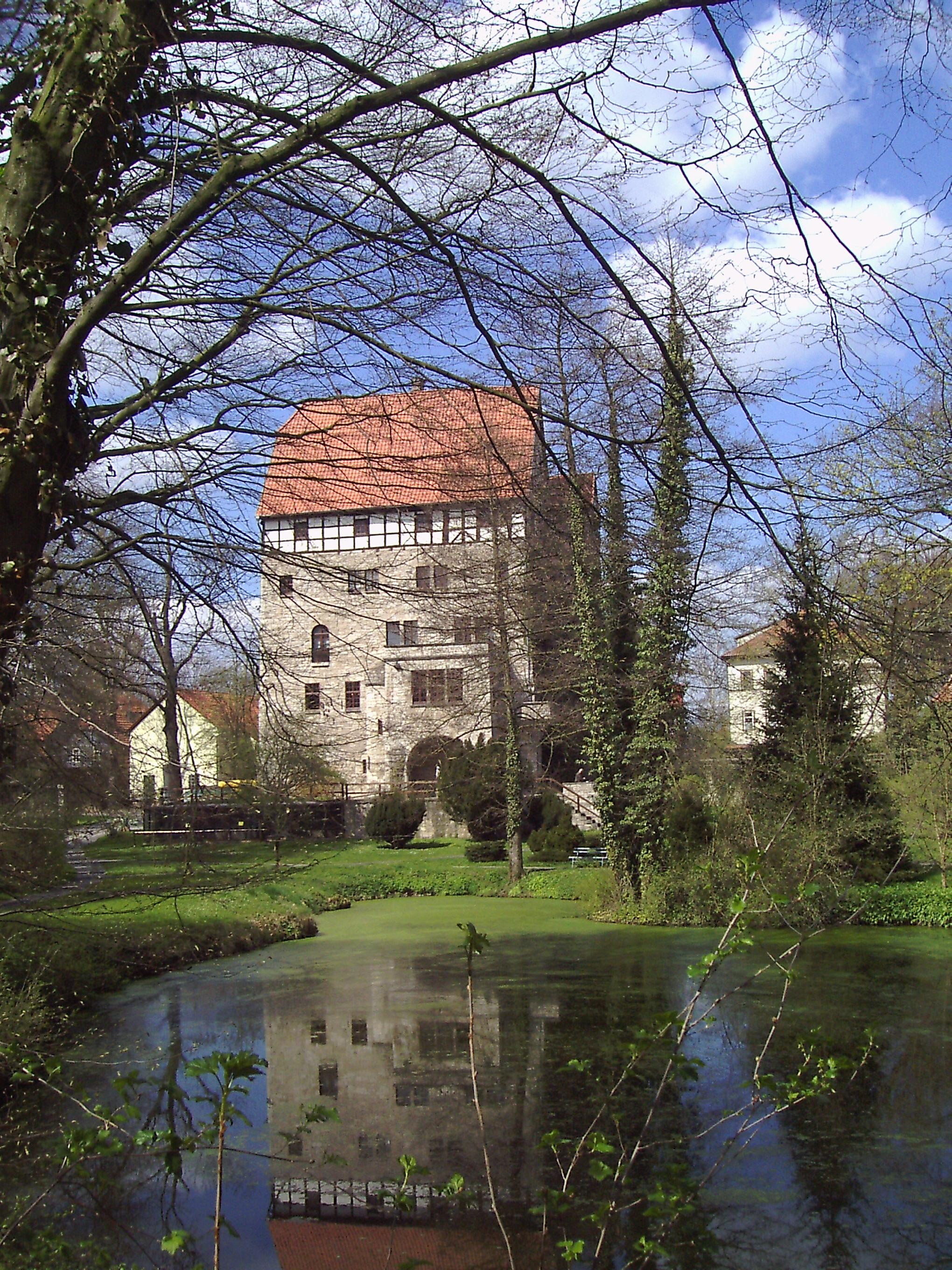
Schloss und Teich

Die Burg Seebach, auch Wasserschloss Seebach genannt, ist eine ehemalige Wasserburg im Ortsteil Seebach (Lindenhof 3) der Stadt Mühlhausen/Thüringen im Unstrut-Hainich-Kreis in Thüringen.

## Geschichte
Die Wasserburg soll um 1227 von Lutz von Seebach im Auftrag der Mainzer Erzbischöfe erbaut worden sein. Die Burg, ursprünglich ein Mainzer, ab Mitte des 16. Jahrhunderts ein sächsisches Lehn, wurde des Öfteren als Pfandobjekt eingesetzt. Am 25. Juli 1307 verpfändet der Mainzer Erzbischof die Hälfte der Burg an die Brüder Albert und Hermann von Sebeche. Wolf von Seebach war der Letzte seines Geschlechtes auf Schloss Seebach und verstarb dort 1522 kinderlos.
1523 ging das Stammgut derer von Seebach durch Heirat von Wolfs Schwester, der Brigitta von Seebach mit dem herzoglich-sächsischen Rat Günther von Bünau auf diesen über. Nach Rechtsstreitigkeiten verkaufte er bereits 1523 das Lehn über das Schloss für 6.000 Gulden an den Burghauptmann der Wartburg und Amtmann in Eisenach und Querfurt Hans Sittich von Berlepsch. Im Bauernkrieg wurde das Schloss und der Ort durch aufständische Bauern und Mühlhäuser Bürger Anfang Mai 1525 geplündert und zerstört und Hans von Berlepsch in Mühlhausen gefangengesetzt. Nach seiner Befreiung durch den Herzog von Sachsen wurden die von Berlepsch wieder in ihren Besitz eingesetzt, 1527 mit diesem belehnt und bauten das Schloss wieder auf.
Im 19. Jahrhundert und 1911 bis 1914 wurde das „Schloss“ zum bis heute erhalten gebliebenen, mehrstöckigen Steinbau mit aufgesetztem Fachwerkbau umgebaut.
Bereits in den Jahren 1885 und 1886 wurde ein Vogelschutzpark auf dem Gelände angelegt, die bis 1908 privat betriebene und bis heute älteste Vogelschutzeinrichtung in Deutschland. Seit 1936 wird sie als Staatliche Vogelschutzwarte Seebach betrieben.